# Suicide Commando
Suicide Commando è un progetto musicale belga EBM - Industrial di Johan Van Roy, fondato nel 1986. Il primo album, Critical Stage, è stato prodotto solo nel 1994 per l'etichetta tedesca Off-Beat.

## Discografia

### Album
- Suicide Commando (1988) MC
- This Is Hate (1989) MC
- Industrial Rape I (1990) MC
- Crap (1990) MC
- Go to Hell (1990) MC
- Into the Grave (1991) MC
- Industrial Rape II (1991) MC
- Black Flowers (1992) MC
- Electro Convulsion Therapy (1993) MC
- Critical Stage (1994)
- Stored Images (1995)
- Contamination (1996)
- Construct-Destruct (1998)
- Re-construction (1998)
- Chromdioxyde 1 (1999)
- Mindstrip (2000)
- Anthology (2002)
- Axis of Evil (2003)
- Bind Torture Kill (2006)
- X20 - 20th Anniversary Box Set (2007)
- Implements of Hell (2010)
- The Suicide Sessions (2011)
- Forest of the impaled (2017)
- Mindstrip Redux (2020)
- Goddestruktor (2022)

### Singoli ed EP
- Comatose Delusion (2000)
- Hellraiser (2000)
- Love Breeds Suicide (2001)
- Face of Death (2003)
- Cause of Death: Suicide (2004)
- Cause of Death: Suicide / One Nation Under God (2004)
- Godsend / Menschenfresser (2005)
- Until We Die / Severed Head (2009)
- Die Motherfucker Die (2009)
- God Is in the Rain (2010)
- Death Cures All Pain (2010)
- Attention Whore (2012)
- Unterwelt (2013)
- The Pain That You Like (2015)
- Death will Find You (2018)
- Hellraiser (2019)
- Dein Herz, Meine Gier / Bunkerb!tch  (2020)
- Trick or Treat (2021)
- Bang Bang Bang (2022)